# Iain Armitage
Iain Armitage (* 15. července 2008 Savannah) je americký herec. Je široce známý pro své role Sheldona Coopera v sitcomu Malý Sheldon, spin-off prequelu k Teorii velkého třesku, a Ziggyho Chapmana v seriálu Sedmilhářky . V roce 2018 obdržel cenu Young Artist Award za nejlepší výkon v televizním seriálu – Hlavní mladý herec pro bývalou roli. Také namluvil mladého Shaggyho Rogerse ve filmu Scoob! a policejní štěně Chase v Tlapková patrola ve filmu.

## Raný život
Armitage bydlí v Arlingtonu ve Virginii a je synem herce Euana Mortona, který se narodil ve Falkirku ve Skotsku, a divadelní producentky Lee Armitage. Je vnukem bývalého náměstka ministra zahraničí Spojených států Richarda Lee Armitage.

## Kariéra
Armitage se poprvé dostal do popředí díky svému seriálu Iain Loves Theatre na YouTube, kde recenzuje divadelní představení z hudebního divadla. Jeho videa upoutala pozornost divadelního průmyslu, včetně dvou agentů, kteří s ním chtěli podepsat smlouvu. Během předávání cen Tony v roce 2015 sloužil jako korespondent pro Pereze Hiltona a byl zmíněn v úvodním čísle show.
V lednu 2017 hrál v epizodě Zákon a pořádek: Útvar pro zvláštní oběti ("Chasing Theo"), kde hrál malé dítě, které bylo uneseno. Objevil se v Impractical Jokers, kde s ním mluvil James Murray. Hrál Ziggyho Chapmana v minisérii HBO Sedmilhářky a objevil se ve Skleněném zámku, filmové adaptaci stejnojmenných memoárů Jeannette Wallsové . Ve stejném roce byl také ve filmech Nejsem tady a Our Souls at Night, kde si zahráli také Jane Fondová a Robert Redford.
V roce 2017 byl Armitage jako dítě obsazen do role Sheldona Coopera v seriálu Malý Sheldon, prequelu k sitcomu Teorie velkého třesku. V prosinci 2018 se objevil v jedné z epizod 12. řady Teorie velkého třesku, kde hrál mladého Sheldona na videonahrávce, která měla rozveselit a povzbudit staršího Sheldona.
V roce 2020 Armitage namluvil mladého Shaggyho Rogerse ve filmu Scoob!. Měl si zopakovat roli ve filmu Scoob: Holiday Haunt, který měl mít premiéru koncem roku 2022 na HBO Max, ale v srpnu 2022 byl film zrušen.
V roce 2021 Armitage namluvil Chase v Tlapkové patrole ve filmu, kde nahradil Justina Paula Keellyho z televizního seriálu.

## Filmografie

### Film
| Rok  | Titul                     | Role                | Poznámky |
| ---- | ------------------------- | ------------------- | -------- |
| 2017 | Skleněný zámek            | Mladý Brian Walls   |          |
| 2017 | Our Souls at Night        | Jamie Moore         |          |
| 2017 | Nejsem tady               | Stevie              |          |
| 2020 | Scoob!                    | Mladý Shaggy Rogers | Dabing   |
| 2021 | Tlapková patrola ve filmu | Chase               | Dabing   |
| 2022 | Scoob!: Holiday Haunt     | Mladý Shaggy Rogers | Dabing   |

### Televize
| Rok        | Titul                                        | Role                     | Poznámky                                                               |
| ---------- | -------------------------------------------- | ------------------------ | ---------------------------------------------------------------------- |
| 2014       | Nepraktickí vtipálci                         | Sám                      | Epizoda: „Podívejte se níže“                                           |
| 2016       | Malé velké záběry                            | Hostující soudce         | Epizoda: „The Idiom of Love“                                           |
| 2017       | Zákon a pořádek: Jednotka pro zvláštní oběti | Theo Lachere             | Epizoda: „ Chasing Theo “                                              |
| 2017, 2019 | Velké malé lži                               | Ziggy Chapman            | Hlavní role                                                            |
| 2017–      | Malý Sheldon                                 | Sheldon Cooper           | Vedoucí role                                                           |
| 2018       | Ohrožení!                                    | Poskytovatel videa       | 6 epizod                                                               |
| 2018       | Teorie velkého třesku                        | Mladý Sheldon Cooper     | Epizoda: " The VCR Illumination "                                      |
| 2020       | Nickelodeon's Unfiltred                      | Sám, hostující panelista | Epizody: „Pizza ve vaší herní tváři!“ a "Pojďme jíst elektrický dort!" |
| 2020       | Skupinový chat                               | Sám                      | Epizoda: „Group Chat Unleashed – Party Pooper Prank“                   |
| 2022       | Cena je správná                              | Sám                      | Epizoda: „Cena je správná v noci s Iainem Armitagem a Raegan Revordem“ |

### Internet
| Rok          | Titul              | Role      |
| ------------ | ------------------ | --------- |
| od roku 2012 | Iain Loves Theatre | Moderátor |

## Ceny a nominace
| Rok  | Cena                       | Kategorie                                                | Kandidát       | Výsledek  | Ref. |
| ---- | -------------------------- | -------------------------------------------------------- | -------------- | --------- | ---- |
| 2018 | Ceny pro mladé umělce      | Nejlepší výkon v televizním seriálu – hlavní mladý herec | Malý Sheldon   | vítězství |      |
| 2018 | Teen Choice Awards         | Choice Breakout TV Star                                  | Malý Sheldon   | nominace  |      |
| 2020 | Screen Actors Guild Awards | Vynikající výkon souboru v činoherním seriálu            | Velké malé lži | nominace  |      |
| 2021 | Kids' Choice Awards        | Oblíbená mužská televizní hvězda                         | Malý Sheldon   | nominace  |      |
| 2022 | Ceny kritiků               | Nejlepší herec v komediálním seriálu                     | Malý Sheldon   | nominace  |      |
| 2022 | Kids' Choice Awards        | Oblíbená mužská televizní hvězda                         | Malý Sheldon   | nominace  |      |